# Ассур (сын Сима)
Ассур, Ашшур, Ашур — библейский персонаж. Второй по старшинству за Еламом сын Сима.
Ассур упоминается в т. н. «таблице народов» (Быт. 10:22 и 1Пар. 1:17): «Сыны Сима: Елам, Ассур, Арфаксад, Луд, Арам [и Каинан]» (Быт. 10:22).
По Библии, считается родоначальником-эпонимом древних ассирийцев, давшем свое имя Ассирии.
То же имя носит главный бог ассирийцев Ашшур, давший имя столице древней Ассирии, городу Ашшур, богом-покровителем которого он был, и самой стране (Мат-Ашшур — «Страна Ашшура»).
Этимология имени Ассур/Ашшур не ясна, но существуют версии, толкующие имя сына Сима, как «чернота», бога Ашшур, как «добрый бог», возводящие название города к аккадскому слову «священный».
Библейские стихи Быт. 10:11-12 в Синодальном переводе: «Из сей земли вышел Ассур и построил Ниневию, Реховоф-ир, Калах и Ресен между Ниневиею и между Калахом; это город великий», позволяют приписывать Ассуру построение Ниневии и других ассирийских городов. Однако существуют прочтения этого места, как рассказывающее о царе Вавилона и Аккада Нимроде, вышедшем из земли Ассур, такого толкования придерживался еврейский комментатор Рамбан. В своей «Истории мира» (1616) Уолтер Рэли посвятил несколько страниц разбору этого вопроса. Рассказ, связывающий Ассура с Ниневией (Ниневе, Нин), содержится в Книге Юбилеев (Книга I, IX) и в Иудейских древностях Иосифа Флавия (Книга I, VI:4).
По средневековому сочинению «Сефер га-Яшар (Книга Праведного)» имел двух сыновей, упомянутых как: Мирус и Мокиль.